# Braganey
Braganey är en kommun i Brasilien.   Den ligger i delstaten Paraná, i den södra delen av landet, 1 100 km sydväst om huvudstaden Brasília. Antalet invånare är 5 735.
Trakten runt Braganey består till största delen av jordbruksmark. Runt Braganey är det glesbefolkat, med 13 invånare per kvadratkilometer.